# Afalia
La afalia es una malformación congénita en la que el falo (pene o clítoris) está ausente. También se conoce como agenesia de pene en el caso de los varones. La palabra se deriva del griego a- que significa «no», y phallos que significa «pene». Se clasifica como una condición intersexual.

## Causas
La afalia no tiene una causa conocida. No está relacionada con cantidades o acciones hormonales deficientes, sino más bien con una falta de formación del tubérculo genital fetal entre la tercera y sexta semana después de la concepción. La uretra de un niño afectado se abre en el perineo.

## Tratamiento
Las anomalías congénitas como criptorquidia, agenesia/displasia renal, anomalías musculoesqueléticas y cardiopulmonares también son comunes (>50% de los casos), por lo que es obligatoria la evaluación del paciente en busca de anomalías internas. Aunque la afalia puede ocurrir en cualquier tipo de cuerpo, se considera un problema sustancialmente más problemático con aquellos que tienen testículos presentes, y en el pasado a veces esta condición se usaba como justificación para asignar y criar a un bebé genéticamente masculino como si fuera una niña, con base en la teoría obsoleta de la década de 1950 que dictaba que el género como construcción social se daba puramente por medio la crianza y, por lo tanto, un niño podía criarse desde el principio en un género u otro, independientemente de su genética o química cerebral. Sin embargo, las personas intersexuales generalmente abogan fuertemente contra la reasignación genital coercitiva y alientan a que los bebés sean criados de forma que eligan su propia identidad de género. La teoría de la crianza ha sido abandonada en gran medida y los casos en que se trató a los niños de esa manera no resultaron en transiciones exitosas.
Hoy en día el consenso recomienda la asignación de género masculino.
Los avances recientes en las técnicas quirúrgicas de faloplastia han brindado opciones adicionales para aquellos que todavía están interesados en someterse a la cirugía.

## Incidencia
Es una condición rara, con aproximadamente solo 60 casos reportados a partir de 1989, y 75 casos a partir de 2005. Sin embargo, debido al estigma que hay acerca de las condiciones intersexuales y los problemas de mantener estadísticas y registros precisos entre los médicos, es probable que haya más casos de los que se informan.